# Osservatorio di Sydney
L'osservatorio di Sydney è situato nel cuore di Sydney, in Australia, in cima ad una collina oggi nota come Observatory Hill. 
Il sito, nato come fortezza costruita sulla Windmill Hill (in lingua inglese: "collina del mulino a vento") agli inizi del XIX secolo, è stato trasformato in osservatorio astronomico nel corso del XIX secolo. Oggi funge da museo dove i visitatori serali hanno la possibilità di osservare le stelle e i pianeti attraverso un moderno telescopio Schmidt-Cassegrain da 40 cm e attraverso un telescopio rifrattore d'epoca da 29 cm. Quest'ultimo risale al 1874 ed è il più antico telescopio tuttora in uso in Australia.

## Altri progetti

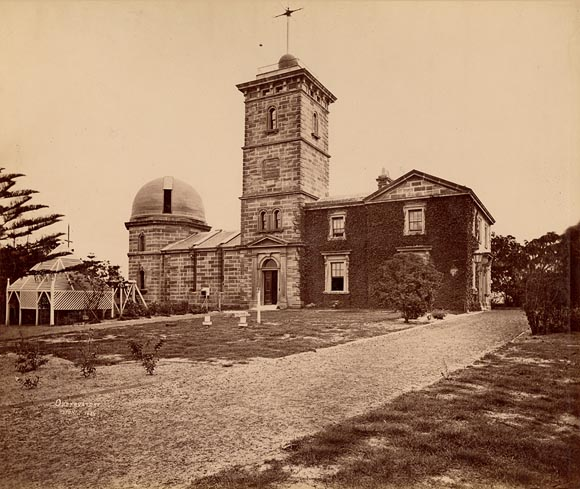
Osservatorio di Sydney nel 1874

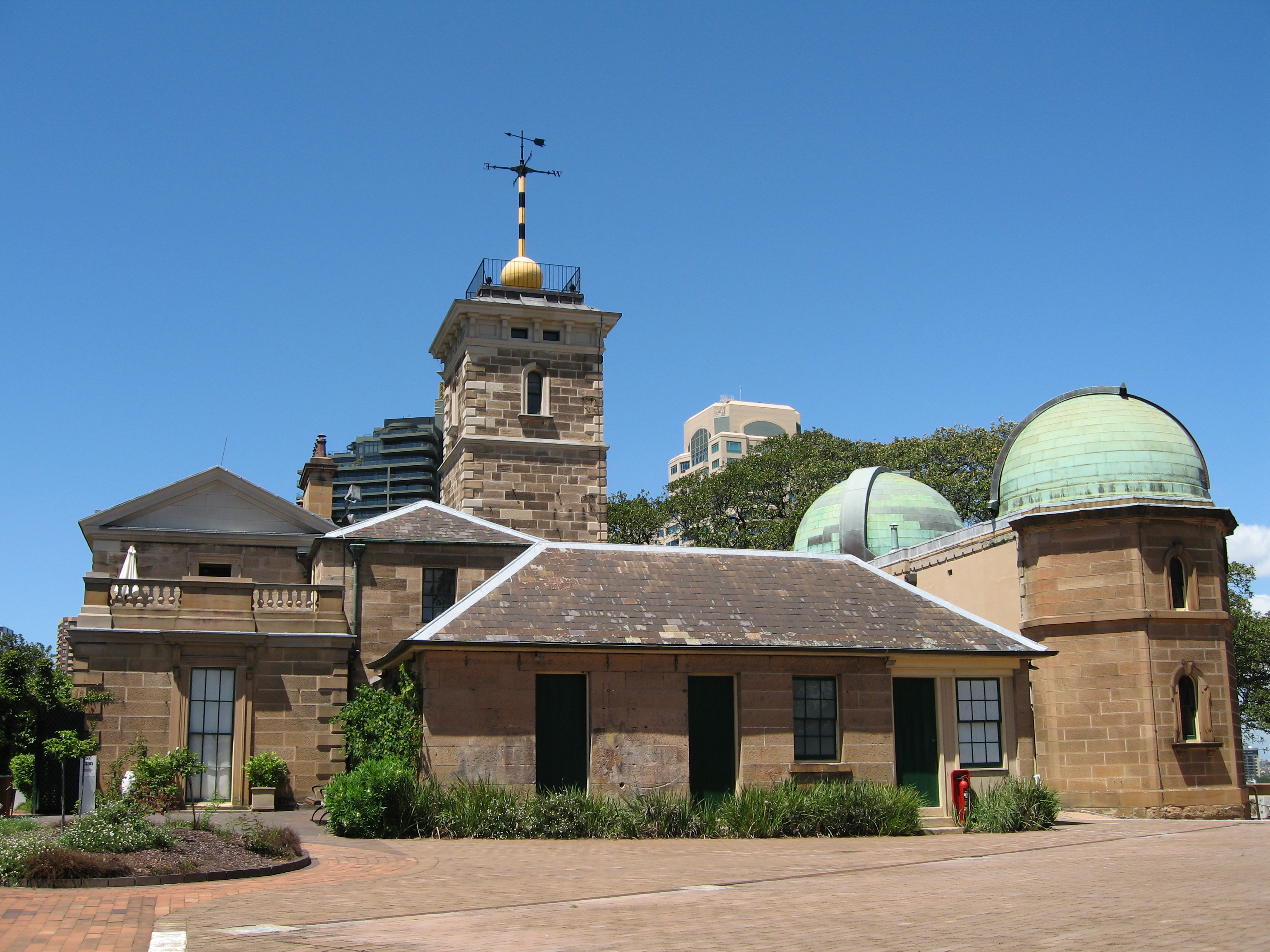
Osservatorio di Sydney oggi